# محمدآباد برفه
محمدآباد برفه روستایی در دهستان خاتون‌آباد، بخش مرکزی شهرستان شهربابک در استان کرمان است.